# Chlum (Jablonec)
Chlum (německy taktéž Chlum) je zaniklá vesnice v okrese Česká Lípa na východě bývalého vojenského prostoru Ralsko, kvůli jehož založení zanikla. Ležela asi 6 km vsv. směrem od Kuřívod. Byla správně podřízena obci Jablonec jako její osada. Původní zabrané katastrální území bylo Jablonec, současné je Jabloneček v novodobém městě Ralsko.

## Historie
Chlum je zmíněn jako tvrz v majetku významného severočeského šlechtice Hynka z Dubé již v roce 1293. Pozůstatkem tvrze byl selský dvbůr, který byl Rohany rozdělen mezi usedlé domkáře. Původní ves zanikla v roce 1590, ale v roce 1790 byla opět obnovena.Definitivně Chlum zanikl po roce 1945.

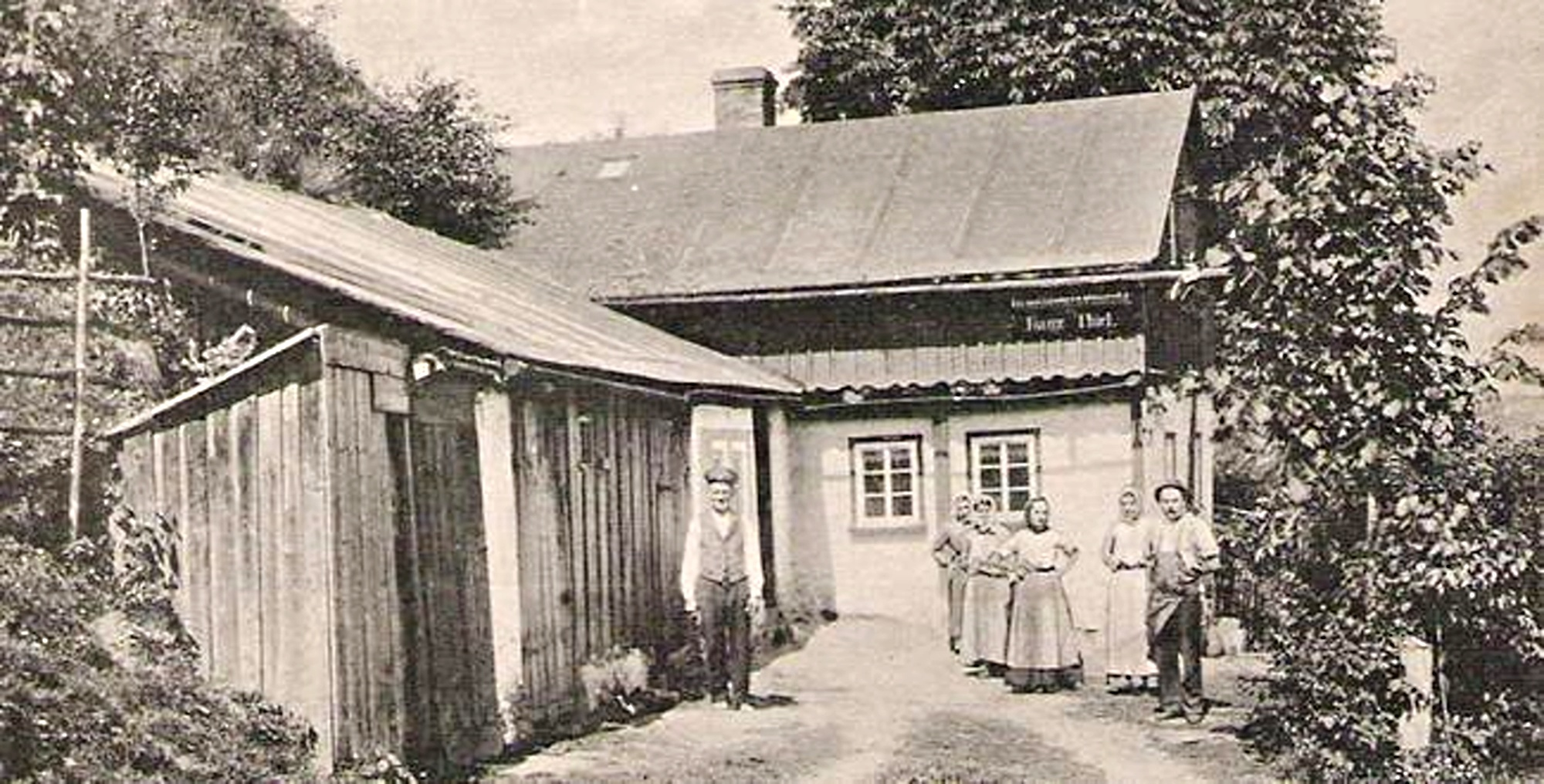
Jeden z domů ve vsi Chlum na pohlednici z roku 1910

## Popis
Zaniklá vesnice patřila k nejmenším v Ralsku. Stála na údolní terase jihovýchodně asi 300 metrů od Jablonce, který ležel v údolí Mukařovského potoka. O další kilometr na jihovýchod stála další jablonecká osada Prosíčka. 

Jelikož se jednalo o malé sídlo, ale hlavně díky následnému využití místa, se nedochovaly prakticky žádné pozůstatky. 

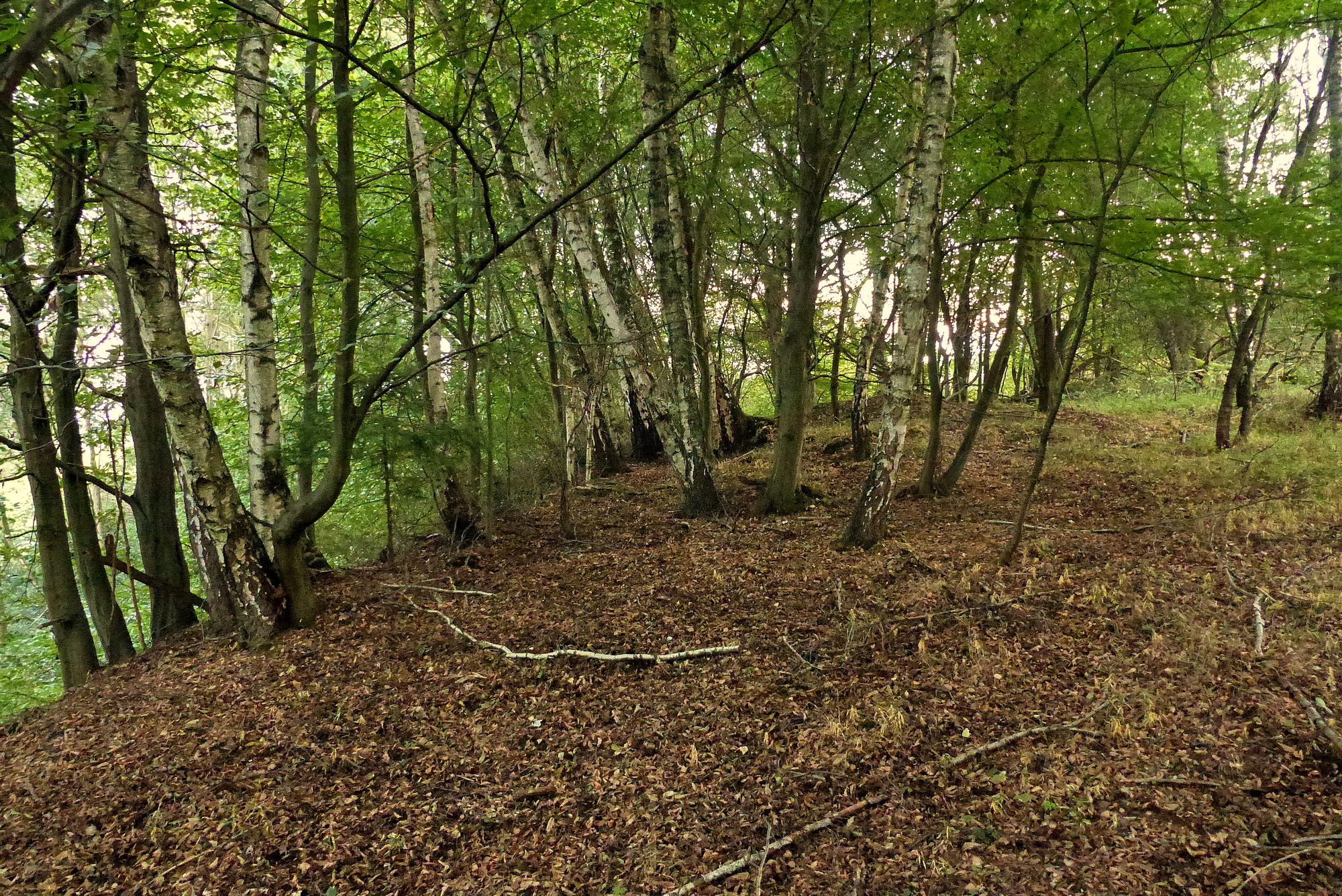
Bývalý Chlum, hrana terasy

V místě byla postavena Fotovoltaická elektrárna Ralsko Ra 1, která z jihu zabrala část plochy bývalé vsi (malá část plochy zůstala v lesíku u samé hrany údolní terasy).